# エマーソン・レイク・アンド・パウエル
エマーソン・レイク・アンド・パウエル（英語: Emerson, Lake & Powell）は、イングランドのプログレッシブ・ロック・バンド。1985年にキース・エマーソン、グレッグ・レイク、コージー・パウエルで結成したパワー・トリオ。

## 解説

### 結成の経緯
1979年に解散したエマーソン・レイク・アンド・パーマー（ELP）の再結成が、1985年にキース・エマーソン（キーボード）とグレッグ・レイク（ベース・ギター、ボーカル）によって計画された。しかしカール・パーマー（ドラムス）が、当時在籍していたエイジアの好調なセールスを理由に参加しなかったため、パーマーと同じく名字の綴りがPで始まるコージー・パウエルがドラマーに選出され、エマーソン・レイク・アンド・パウエルが結成された。

#### 略称について
パーマーは、「EL&P」や「ELP」といった略称がエマーソン・レイク・アンド・パーマー以外に使用されることを禁止する訴訟を起こして勝訴した。従って、エマーソン・レイク・アンド・パウエルをEL&PやELPとは呼べない。

### 活動
1986年7月にバンドと同名のアルバムを発表。同年8月15日から11月2日まで約2か月半、アメリカでコンサート・ツアーを行った。しかしセールス面で成功しなかったこともあってツアーの後に解散した。

## メンバー
- キース・エマーソン (Keith Emerson) – キーボード (1985年-1986年)
- グレッグ・レイク (Greg Lake) – ベース・ギター、ギター、ボーカル、プロデュース (1985年-1986年)
- コージー・パウエル (Cozy Powell) – ドラムス、パーカッション (1985年-1986年)

## ディスコグラフィ

### スタジオ・アルバム
- 『エマーソン、レイク ＆ パウエル』 – Emerson, Lake & Powell （1986年）

### コンピレーション・アルバム
- 『ザ・スプロケット・セッションズ』 – The Sprocket Sessions （2003年）

### ライブ・アルバム
- 『ライヴ・イン・コンサート』 – Live In Concert （2010年）

### シングル
- "Touch and Go" (1986年)